# 黎牙實比市
黎牙實比市（英語：Legazpi City，菲律賓語：Lungsod ng Legazpi）是一個位於菲律賓呂宋島比科爾行政區阿爾拜省的城市。也是該省（阿爾拜省）的首府。

## 交通
- 機場：黎牙實比機場

## 友好城市
- 日本銚子市
- 菲律賓巴科洛德
- 菲律賓武端市